# 혈복강
혈복강(血腹腔, hemoperitoneum)은 복강 내에 혈액이 고여있는 상태를 의미한다. 혈복강은 주로 외과적인 응급상황으로 간주되며, 복벽의 안쪽 내벽과 복부 장기 사이의 공간에 피가 축적되어 복부 통증, 창백, 체온의 하강, 얕은 호흡, 빈맥, 저혈압, 식은땀 등 다양한 증상이 생기게 된다. 복강 내 공간은 5L 이상의 혈액이 고일 때까지 팽창할 수 있기 때문에 대규모의 출혈이 일어난 경우에도 지혈이 쉽지 않으며, 급속한 체내 혈액량 감소로 인해 출혈성 쇽을 유발, 치료되지 않으면 급속히 사망에 이를 수 있다. 대부분의 경우 출혈의 원인을 식별하고 제어하기 위해 긴급 개복술이 필요하지만, 일부 경우 색전술 등의 시술이나 경과 관찰 등으로 회복할 수 있다.

## 같이 보기
- 혈흉
- 빈혈
- 외상초음파
- 쇼크